# Roskilde Dyrskue
Roskilde Dyrskue er et af Danmarks største og mest traditionsrige dyrskuer. Det afholdes hvert år i starten af juni på Roskilde Dyrskueplads, syd for Roskilde. 
Dyrskuet omfatter en bred vifte af udstillinger og aktiviteter, der retter sig mod såvel landmænd som byboere. Der er bl.a. en stor dyreudstilling, fødevareudstilling, maskinudstilling og som noget nyt var der i 2008 Griseriet – en oplevelseshal, der især var tilpasset børn.
Fødevareminister Eva Kjer Hansen uddelte ved dyrskuet 2008 for første gang Roskilde Dyrskues Fødevarepris for den bedste kvalitetsfødevare, der var repræsenteret på dyrskuet. Prisen gik til den økologiske fødevareproducent Søris I/S.
Roskilde Dyrskue blev i 2008 besøgt af i alt mere end 80.000 besøgende gennem de tre dage dyrskuet varede.

## Ekstern henvisning
- Wikimedia Commons har flere filer relateret til Roskilde Dyrskue
- Roskilde Dyrskue – officiel website
- Roskilde Dyrskue på danskefilm.dk